# اچ‌ام‌اس ال۵۲
اچ‌ام‌اس ال۵۲ (به انگلیسی: HMS L52) یک زیردریایی بود که طول آن ۲۳۰ فوت ۶ اینچ (۷۰٫۲۶ متر) بود. این زیردریایی در سال ۱۹۱۸ ساخته شد.